# Naxi

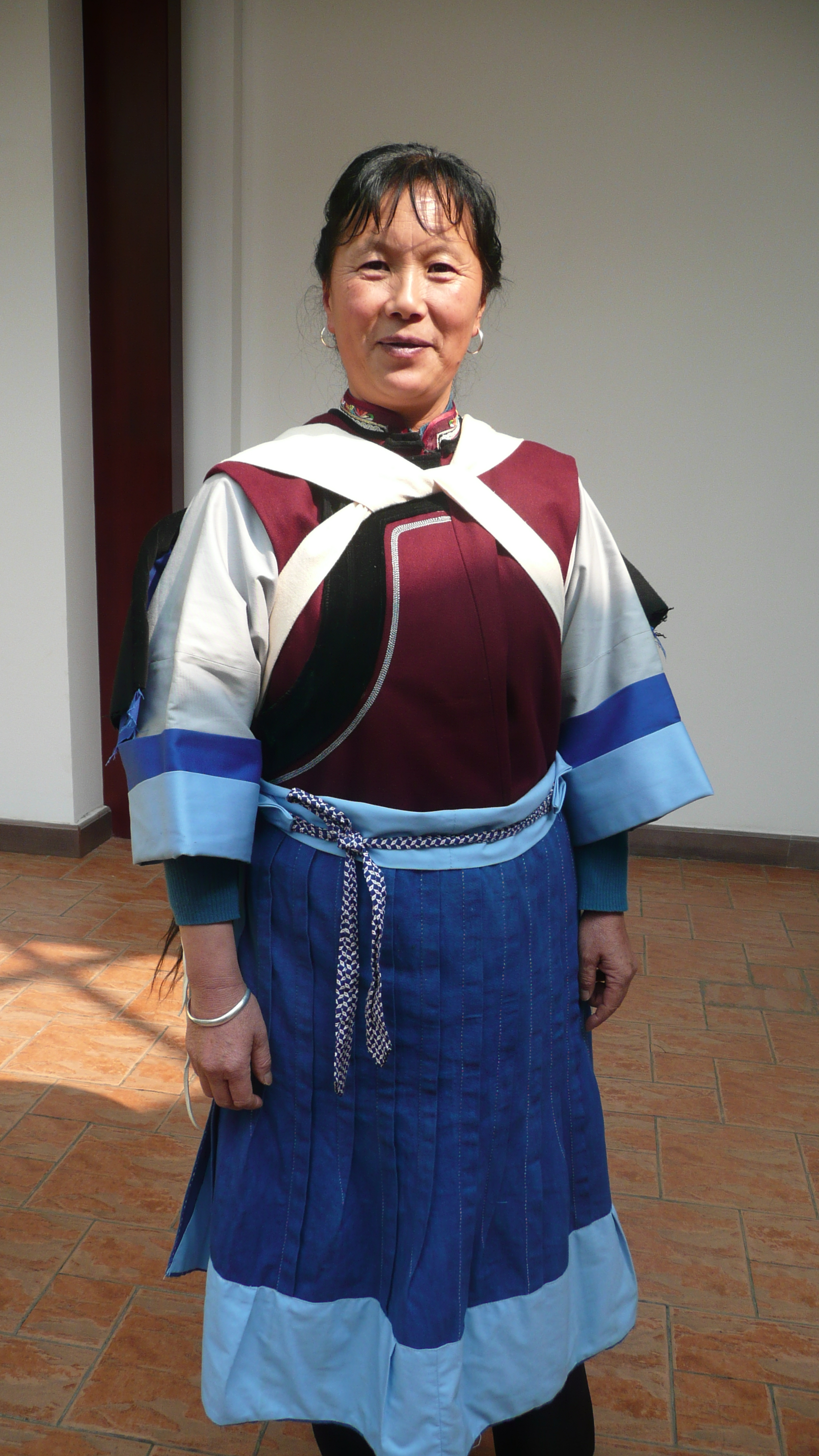
Naxi in abito tradizionale

I naxi (o anche nakhi; cinese: 纳西族S, Nàxī zúP) sono uno dei gruppi etnici tra le 56 minoranze riconosciute ufficialmente dalla Repubblica popolare cinese. Sono censiti circa 300 000 nàxī, concentrati essenzialmente nel distretto di Gucheng (丽江古城区 Li Jiang Gu Cheng Qu) e nel paese autonomo di Yulong (玉龙纳西族自治县 Yulong Nàxīzu Zi Zhi Xian) che assieme costituiscono formalmente la città-prefettura di Lijiang (丽江纳西族自治县 Lijiang Nàxīzu Zi Zhi Zian) della provincia dello 云南 Yunnan, e il nome cinese della lingua naxi è nàxīyu 纳西语. Oltre ai naxi della regione di Lijiang si registrano comunità minori nel Sud-ovest della provincia del Sichuan e in territorio tibetano.
I primi documenti diffusi in Occidente inerenti alla cultura nàxī, risalgono agli studi enciclopedici del botanico Joseph Rock (1952, 1963, 1972, e così via) e al romanzo di Peter Goullart (1955).
Peter Goullart, medico taoista di origine russa, descrisse nel suo libro Forgotten Kingdom la vita e le usanze dei nàxī di Lijiang e della regione circostante; Joseph Francis Charles Rock (Vienna 1884 – Honolulu 1962) esploratore e botanico, sostò e visse presso Lijiang, nei vicini villaggi di Labao (剌寳村) e Nguluko (雨湖村, Yuhu) scrivendo numerosissimi articoli, un dizionario enciclopedico della lingua nàxī in due volumi, un dizionario enciclopedico sul culto dei Naga i due volumi e una monografia storica sui nàxī in due volumi, traducendo e collezionando molti manoscritti originali attualmente conservati presso diversi enti (Harvard Yengching Library Museum; West Deutsche Bibliothek – Marburg/Lahn; Library of Congress).
All'interno della minoranza etnica nàxī, il governo cinese ha classificato il popolo Mosuo (o Moso), sebbene le differenze culturali, linguistiche e storiche tra naxi e mosuo siano incontrovertibili.
I naxi sono depositari della tradizione religiosa Dongba (东巴), nonché della tradizione pittografica omonima e di una florida espressione artistica e culturale.

## Lingua
La lingua naxi viene classificata fra quelle della famiglia tibeto-birmana. Dal punto di vista prettamente grammaticale la lingua nàxī è stata studiata e descritta da:
- BRADLEY, David. 1975. «Nahsi and Proto-Burmese-Lolo.» Linguistics of the Tibeto-Burman Area, tomo 2º Volume I.
- HE Jiren 和即仁 and JIANG Zhuyi 姜竹仪. 1985. Nàxīyǔ Jiǎnzhì 纳西语简志 (Presentazione della lingua Nàxī). Beijing: Minzu Chubanshe.
- HE Zhiwu 和志武. 1987. Nàxīyǔ Jīchǔ Yǔfǎ 纳西语基础语法 (Grammatica basilare della lingua Nàxī). Kunming: Yunnan Minzu Chubanshe.
- PINSON, Thomas M. 1996. Nàxī phonology - a flat phonemic statement of the Longquan dialect. SIL unpublished manuscript. Lijiang/Dallas.
- PINSON, Thomas M. 1998. Nàxī-Chinese-English Glossary, with English and Chinese Indexes. Dallas: The Summer Institute of Linguistics.
- HANSSON, Inga-Lill. 2003. «Akha.» The Sino-Tibetan languages ed. by G. Thurgood and R. LaPolla, 236-251. London: Routledge.

La lingua nàxī è monosillabica, con sillabe aperte (senza consonanti finali), generalmente strutturate secondo lo schema C + ( G ) + V, dove C è una consonante, G una semivocale /w/ o /j/ e V una vocale.
Nonostante questo semplice schema sillabico essa risulta foneticamente molto complessa, così come si evince sia dai risultati dei recenti studi di Alexis Michaud sulla fluttuazione tonale nelle sillabe, la riassociazione tonale, il comportamento delle neutralizzazioni, la replicazione sillabica, l'esistenza e il comportamento del IV tono ascendente nella lingua nàxī, sia dagli studi enciclopedici sui nàxī del botanico Joseph Rock e di Peter Gullart.
Dal punto di vista linguistico la grammatica segue a grandi linee gli schemi linguistici prototibetani - birmani con alcune caratteristiche palesi: il verbo è sempre posto nella parte finale del periodo, vi sono molte posposizioni casuali, comprese le marcature del caso ergativo e antiergativo: la struttura del sintagma nominale è generalmente del tipo [nom + agg. + dim. + numerale + classificatore/misuratore].
Il modello del periodo verbale della lingua nàxī è riconducibile alle lingue yi/lolo (ad esempio hani, lisu e lahu) ed è strutturato secondo la concatenazione SOV [Sogg. + Ogg. + Verbo], e in questo schema i verbi principali tendono ad assumere l'ultimo posto nella concatenazione della frase, nella quale magari si susseguono verbi ausiliari e particelle modali; il nàxī non presenta alcuna forma passiva, sebbene alcuni studiosi asseriscano il contrario.
Sulla base dei dati ricavati dagli studi linguistici condotti tra il 1950 e il 1956 (Commissione cinese per lo studio delle etnie e delle minoranze non han), di cui alcuni risultati sono stati pubblicati successivamente (He Jiren, Jiang Zhuyi, 1985), la lingua nàxī è stata suddivisa in due aree dialettali principali, occidentale e orientale.
Attualmente coloro che appartengono all'area dialettale orientale sostengono e rivendicano di essere un popolo proprio, non nàxī, e propongono per il riconoscimento della loro nazionalità sotto il nome di 摩梭 moso: brevemente, i mosuo (e/o moso, 摩些 moxie) sono i nomi usati formalmente nelle cronache cinesi a partire dalla dinastia Tang (618 – 907), nome che è stato ufficialmente sostituito nel 1949 dal termine nàxī.
All'interno dell'area dialettale occidentale, dunque nella regione di Lijiang sono distinguibili tre varianti dialettali principali (Pinson, 1998; Michaud, 2006, 2007):
- Dialetto del villaggio di Longquan, città di Baisha, a nord di Dayan: questo sotto-dialetto ha caratteristiche peculiari e uniche e viene identificato immediatamente dai nàxī delle altre aree col nome Salwe geezheeq, dialetto di Longquan. Dal punto di vista linguistico esso mostra una portata minore d'influenze derivate dal contatto con gli han, e dunque potrebbe essere considerato come quel dialetto che mostra e riflette il nàxī più antico.
- Dialetto della città di Dayan: questo sottodialetto è considerato il più compreso tra i dialetti nàxī, sebbene esso non sia quello più diffuso e parlato, e dal punto di vista linguistico esso mostra il maggior apporto dell'influenza han.
- Dialetto del villaggio di Badian, presso la città di Yilong, sita all'estremità nordoccidentale della regione di Lijiang. Gli abitanti di questa regione hanno avuto storicamente il minor numero di contatti con l'etnia han; questo aspetto storico si rivela anche nell'analisi lessicale del dialetto di Badian, infatti esso presenta il minor numero di prestiti dalla lingua cinese.

Il buddhismo tibetano ha influenzato profondamente ogni aspetto della cultura del popolo naxi, le cui origini sembrano tibetane, così come per la tradizione religiosa nàxī, chiamata Dongba o Tompa, di evidente matrice Bön tibetana prebuddhista. L'influenza tibetana è anche evidente nella lingua parlata naxi e nelle sue forme scritte, costituite da tre modalità:
- il sistema di scrittura pittografica, chiamata Dongbaomonima alla tradizione religiosa e con gli stessi sciamani praticanti i rituali, nonché della tradizione manoscritta religiosa dedicata alle cerimonie (omonimia che ha creato e crea non poche confusioni e generalizzazioni anche tra gli studiosi), in via di scomparsa ma ancora oggi in uso.
- il sistema di scrittura Geba, una forma di trascrizione fonetica composta da 686 caratteri, in via di scomparsa, ancora oggi in uso parziale e ridotto all'interazione dei caratteri Geba come determinativi fonetici nella composizione di alcuni manoscritti.
- il pinyin naxi, sistema di trascrizione latinizzata, oggi in uso e di cui ivi a fissarne le specifiche ortografiche.

All'interno del corpus di pittogrammi compaiono evidenti le contaminazioni dal tibetano, specialmente nell'ambito religioso, campo in cui spicca l'equivalenza di Dongba Shilo - capostipite della religione Dongba/Naxi con sTon pa gshen rab – capostipite della religione Bön tibetana prebuddhista; vi sono poi anche alcuni casi per termini riferiti a piante e animali (Li Lincan, Zhang Kun et al, 1953: 135, Fang Guoyu, He Zhiwu 1995: 167, Michaud 2007).
Attualmente, per quanto concerne il nàxī parlato, le analisi dialettologiche di Alexis Michaud hanno messo in evidenza una fortissima cinesizzazione della lingua, in particolare il lavoro dedicato principalmente al dialetto del villaggio di Ā Shèr (Naxi: 2Ä 1shĕr 2bä 1na 2wùa, toponimo cinese mandarino: 冷不罗, pinyin: Lengbuluo), la varietà dialettale più conservativa e maggiormente restia nei confronti di adozioni dalla lingua cinese hanno messo in luce la presenza di circa 1.000 parole appartenenti al vocabolario cinese sia mandarino, sia dal dialetto regionale dello Yunnan.

### I toni
La lingua nàxī presenta quattro toni:
- alto continuo;
- medio continuo;
- basso discendente;
- basso ascendente.

L'ortografia per la rappresentazione dei toni, come per le lingue hmong, è stata adattata alla caratteristica delle sillabe aperte, adottando l'utilizzo di tre consonanti: (Pinson, 1998)
- l = /55/
- q = /21/
- f = /13/

Per il tono /33/, il più comune, non è stata adottata alcuna ortografia (Pinson, 1988; Matisoff, 2003).
Nel corso di questi ultimi decenni sono state tuttavia utilizzate altre forme ortografiche per la trascrizione dei toni della lingua nàxī così riassumibili:

## Sistemi di scrittura
Il popolo Naxi ha sviluppato una tradizione manoscritta settoriale esclusivamente religiosa, essenzialmente espressasi in manoscritti di pagine di papiro locale rilegati sul fianco sinistro. Le pagine sono scritte con uno stilo imbevuto nell'inchiostro, sia in un sistema pittografico detto Dongba, nome direttamente derivato dalla tradizione religiosa omonima, sia in un sistema sillabico detto Geba.

### Scrittura pittografica Dongba
Il popolo Naxi è depositario dell'unica scrittura pittografica ancora oggi vivente, il cui nome, "Dongba", deriva dall'omonima tradizione religioso-sciamanica, alle cui cerimonie e rituali è dedicata la stragrande maggioranza dei testi manoscritti.

#### I pittogrammi semplici
Il sistema di scrittura pittografico presenta un congruo numero di pittogrammi "semplici", ossia significanti che rappresentano un'unica entità, come un oggetto, una pianta, un animale, una realtà della natura, un uomo, oppure una parte o un dettaglio dei precedenti. Spesso a ogni singolo pittogramma semplice non corrisponde né una e una sola lettura (polifonia) né un solo significato (polisemia).

#### I pittogrammi composti
Più pittogrammi semplici possono essere accostati per la composizione di un'unità pittografica complessa detta pittogramma composto.

#### I pittogrammi di fusione
L'accostamento di più pittogrammi spesso si esaspera con il contatto o l'inscrizione delle diverse unità grafiche intorno a un nucleo significante principale, con la creazione dei cosiddetti pittogrammi di fusione.

#### Utilizzo fonetico dei pittogrammi
I pittogrammi possono essere utilizzati per il loro valore fonetico, e dunque usati per comporre le sillabe delle parole in lingua naxi. Spesso, a un pittogramma con valore semantico, viene associato uno o più segni per la determinazione fonetica, anche per la disambiguare tanto la lettura quanto l'interpretazione dello stesso pittogramma iniziale, dato che il sistema di scrittura Dongba è ricco di segni polisemantici e polifonici.

### La scrittura sillabica Geba
I manoscritti appartenenti alla tradizione religiosa Dongba mostrano e attestano due tipi di scrittura: una scrittura pittografica detta Dongba, e una scrittura sillabica o sillabo-grafica, detta Geba. Il nome Geba deriva dal naxi Go-baw = adepto, discepolo, ed è stato assunto a indicare il sistema di scrittura sillabico attingendo direttamente alla tradizione naxi inerente alle origini della scrittura. Nel corpus manoscritto Dongba vi è un sottogruppo di testi interamente scritti in Geba, i quali sono "leggibili" dai sacerdoti Dongba, ma incomprensibili e non interpretabili. Secondo il Rock (Rock J., 1972) questo è dovuto al fatto che i testi redatti in Geba siano la trascrizione in naxi dei mantra tibetani di origine Bon, a loro volta derivati da testi Dharani. Essi costituiscono, secondo questo punto di vista, una sorta di formule magiche, in cui il valore sonoro rappresenta e riproduce una particolare vibrazione capace di far entrare il sacerdote che ne recita le sillabe in risonanza con determinate entità. L'incomprensibilità del testo sarebbe dunque motivata:
- tanto dal fatto che il brano scritto non avesse "importanza semantica", ma fonetica (e questo spiegherebbe anche il perché si sia scelto di trascrivere il brano con una scrittura prettamente fonetica, e non semanticamente rappresentativa quale quella pittografica);
- quanto dal fatto che i testi sopravvissuti in Geba, siano in realtà risultato di una doppia trascrizione: dal sanscrito al tibetano, e dal tibetano al Geba.

## Cultura
La cultura naxi è un esempio evidente di multi-culturalismo, e riflette in ogni sua espressione gli apporti multiculturali e multietnici che i gruppi umano naxi di Lijiang ricevettero durante i secoli di storia, in un alternarsi continuo di potenze politiche e influenze culturali esterne, tra le quali giocarono ruolo primario il Tibet, la Cina, la Mongolia, il Regno di Nanzhao e il Regno di Dali. Un esempio ancora vivente, risultato di tale processo di convivenza e fusione di elementi eterogenei è costituito dal ciclo di affreschi di Baisha, momento pittorico dell'arte sacra naxi in cui è registrata la compartecipazione di artisti Han, tibetani e naxi; essi diedero così vita a un ciclo pittorico in cui convivono elementi religiosi appartenenti alle diverse tradizioni.

### Matriarcato
Secondo Cai Hua, ricercatore presso l'Accademia di Scienze Sociali dello Yunnan e poi ricercatore associato presso il CNRS di Parigi, tra il popolo Na è sopravvissuta fino a oggi una società matriarcale. I naxi del Nord (regione di Yongning 永宁) sono noti per essere una società matrilineare e matrilocale: significa che la filiazione avviene attraverso la madre e che tutti i figli - maschi e femmine - vivono nella casa della madre, dalla nascita fino alla morte.
Non esiste matrimonio, cioè non esiste nessun riconoscimento istituzionale dell'unione tra individui. Le relazioni sessuali sono libere tra adulti non consanguinei: di notte, l'uomo si reca a casa della donna con la quale desidera avere rapporti sessuali; la donna è libera di accettare o meno. Sia gli uomini sia le donne possono avere più partner, ma questo non può mai essere un parente. In altre parole, c'è un forte tabù dell'incesto.
Tradizionalmente, i bambini naxi non sempre sanno chi è il loro padre biologico, e vengono cresciuti dai parenti materni della casa, con uno zio materno che assume il ruolo di figura maschile di riferimento, cioè di protettore ed educatore. Quest'usanza deriva in parte da una delle loro credenze, che presenta l'uomo come la "pioggia sull'erba": serve cioè a far crescere un seme che è già presente. Per i naxi, i tratti ereditari sono contenuti nelle ossa e trasmessi dalle donne e sarebbe la dea Abaogdu a mettere i semi nel grembo delle donne.
La cultura matrilocale tradizionale ha resistito all'amministrazione delle dinastie imperiali e al confucianesimo, nonché alle ingiunzioni del periodo maoista. Tuttavia, ha ceduto al commercio di massa e al turismo. Dagli anni 1990, i naxi si sono conformati al modello della famiglia nucleare e alla monogamia.

### Arte
La patria dei naxi è dominata fondamentalmente da due caratteristiche geografiche fondamentali: le montagne e i fiumi. Le vette del monte Haba e della Montagna del Drago di Giada sono entrambe ghiacciai perenni e raggiungono i 6000 metri di altezza, torreggiando e sovrastando tutto il paesaggio circostante. Tra le due montagne scorre possente ed energico il Golden Sand River, meglio conosciuto con il nome di Yangtze, ma la regione è anche attraversata dai fiumi Mekong, Salween e Yalong.
Grande montagna e grande acqua sono dunque i "temi” dominanti l'ambiente in cui i naxi si stabilirono e svilupparono la loro millenaria cultura, dunque questi temi si trovano riflessi e dominano la vita dei naxi, antica e attuale, così come Grande montagna e grande acqua sono temi ricorrenti e fondamentali dell'arte tradizionale, della religione, della letteratura, dell'artigianato, del canto e della musica, dell'arte tessile, e di ogni espressione artistica e culturale del popolo naxi.
La storia della regione di Lijiang è molto complessa e articolata, così come la storia della cultura e dell'espressione artistica; quanto storicamente accaduto, con l'alternanza di leadership politiche, di influenze esterne, di stretti intrecci tra i gruppi naxi, i clan e i gruppi tribali locali circostanti, è quello che oggi viene riflesso dall'evidente grado di multi-culturalismo della società, della cultura dei naxi. Secondo quanto emerso dai recenti studi di McKhann, per la preparazione e l'allestimento della mostra di arte Dongba "Icon and Tranformation: (Re)Imaginings in Dongba Art" l'arte Dongba moderna è strettamente legata e ispirata alle iconologie e iconografie della tradizione, tra cui spiccano
- l'arte pittografica manoscritta;
- l'arte su rotoli di seta e di tessuto;
- l'arte delle tavolette lignee rituali dipinte.

e gli artisti Dongba contemporanei, come He Kaiquiang (??? - 2001) - He Zhiwu (1930 - 1994) - Zhang Yunling e Yang Fuquan, tendono a una ri-immaginazione e ri-contestualizzazione dei pittogrammi e delle tematiche della tradizione Dongba e della mitologia naxi nel contesto storico contemporaneo, oltre a un utilizzo "creativo" degli stessi pittogrammi per la rappresentazione luminosa, gioiosa e serena della vita quotidiana, operando dunque un processo di de-sacralizzazione del pittogramma adesso divenuto espressione artistica mondana.

### Musica
La musica naxi è vecchia di oltre 500 anni e si è sviluppata dagli stili culturali delle dinastie Tang, Song e Yuan e da influenze culturali tibetane, creando un proprio stile del tutto unico.

### Architettura
Con elementi architetturali propri della cultura Han e di quella tibetana, le case dei naxi sono costruite in uno stile vernacolare, con pochi dettagli e molta sobrietà. Fanno eccezione i notevoli elementi decorativi sulle porte di entrata.

### Religione
Con il nome Dongba (Naxi: ²dto¹mba, cinese: 东巴, pinyin: Dong Ba) si intende principalmente sia la tradizione religiosa e sciamanica dei naxi di Lijiang, sia il sacerdote stesso di tale religione. Per quanto concerne la tradizione religiosa, essa risulta essere un insieme di tradizioni appartenenti alla cultura del popolo naxi, mentre per quanto concerne il sacerdote sciamano, egli è la figura centrale di tutta la parte "pratica" della religione Dongba, e adempie alle cerimonie proprie della suddetta tradizione, si dedica alla compilazione dei manoscritti che recita cantando e danzando nei rituali specifici.
Il termine Dongba dunque è un nome polivalente, ma i suoi significati e le sue accezioni non si limitano alle due appena accennate, e ne contempla altre che possono essere riassunte e schematizzate come segue:
- Dongba come sistema di scrittura pittografica utilizzata per la produzione di manoscritti religiosi;
- Dongba come una tipologia di danza, musica e canto direttamente derivata dall'esecuzione delle cerimonie religiose della medesima tradizione;[21]
- Dongba come tipologia artistica sacra antica, espressa nella realizzazione di affreschi murali come l'importantissimo ciclo di affreschi del tempio di Baisha, nella produzione di Tanka, nella produzione di tavolette lignee votive dipinte, nella produzione di manoscritti illuminati;[22]
- Dongba come tipologia artistica moderna e contemporanea che si esprime nella pittura, nella scultura e nella calligrafia conosciuta anche come Scuola d'arte Moderna Dongba;[22]
- Dongba come produzione artigianale ispirata o direttamente copiata dalle iconografie artistiche della tradizione religiosa sciamanica.

Quest'ultimo aspetto, tuttavia, è ampiamente dibattuto poiché non è chiaro se questo tipo di espressione artistica possa essere considerata come 'genuinamente Dongba', poiché nella produzione dei manufatti è in molti casi evidente che sia stata attuata una mera copia dei motivi iconografici Dongba, senza tuttavia conoscenza dei motivi iconologici e i significati profondi che sussumono e condizionano le altre espressioni artistiche Dongba.
Malgrado oggi sia la tradizione Dongba (e in questo caso a intendere ogni significato del termine nella sua polivalenza) sia la minoranza etnica naxi e il popolo Moso siano al centro di un sempre crescente interesse da parte di studiosi, non vi è molta bibliografia specifica su entrambi gli "argomenti", e quella che è stata scritta, spesso non è facilmente reperibile, soprattutto contando che una buona parte della documentazione è in lingua cinese.

### Festività
I naxi celebrano la "Festività della Torcia", con cadenza annuale (24 giugno) e il Sanduo (8 febbraio).

### Generale
- TURINI Cristiana, ''I libri del Pipistrello Bianco - Ricostruzione linguistica, filologica e culturale di un manoscritto rituale Naxi'', Collana Orienti, n. 2. Quodlibet. Macerata 2018
- BRADLEY, David. 1975. «Nahsi and Proto-Burmese-Lolo.» Linguistics of the Tibeto-Burman Area, tomo 2° Volume I.
- Gullart Peter, 1955 "Forgottem Kingdom", disponibile interamente online presso - http://pratyeka.org/books/forgotten_kingdom/
- HE Jiren 和即仁 and JIANG Zhuyi 姜竹仪. 1985. Nàxīyǔ Jiǎnzhì 纳西语简志 (Presentazione della lingua Nàxī). Beijing: Minzu Chubanshe.
- HE Zhiwu 和志武. 1987. Nàxīyǔ Jīchǔ Yǔfǎ 纳西语基础语法 (Grammatica basilare della lingua Nàxī). Kunming: Yunnan Minzu Chubanshe.
- Mathieu, Christine, 2003: "A History and Anthropological Study of the Ancient Kingdoms of the Sino-Tibetan Borderland--Naxi and Mosuo" - Lewiston, NY: Edwin Mellen Press.
- McKhann Charles F., Yang Fuquan, Zhang Yunling, 2003: "Icon & Transformation. (Re)Imaginings in Dongba Art", Sheehan Gallery Press - Walla Walla.
- PINSON, Thomas M. 1996. Nàxī phonology - a flat phonemic statement of the Longquan dialect. SIL unpublished manuscript. Lijiang/Dallas.
- PINSON, Thomas M. 1998. Nàxī-Chinese-English Glossary, with English and Chinese Indexes. Dallas: The Summer Institute of Linguistics.
- HANSSON, Inga-Lill. 2003. «Akha.» The Sino-Tibetan languages ed. by G. Thurgood and R. LaPolla, 236-251. London: Routledge.
- Rock Joseph F. Charles, 1948 "The Ancient Na-khi Kingdom of Southwest China" 2 volumi, Cambridge: Harvard University Press,
- Rock Joseph F. Charles, 1952 "The Na-khi Naga Cult and Related Ceremonies", Parte I - serie orientale Roma 4: Instituto Italiano per il Medio ed Estremo Oriente
- Rock Joseph F. Charles, 1963 "A Na-khi-English Encyclopedic Dictionary", 2 volumi. Serie orientale Roma. vol. 28. Instituto Italiano per il Medio ed Estremo Oriente
- Zamblera Stefano, 2008a "Appunti di studio sulla storia dell'etnia Naxi e della frequentazione umana nella regione di Lijiang" online presso "Resech notes of Dongba Manuscripts studying and TEI encoding project" http://www.xiulong.it/Dongba/storia/storianaxi.xml
- Zamblera Stefano, 2008b "Introduzione all'arte Dongba" online presso "Note ed appunti di studio sulla storia dell'arte tradizionale e contemporanea del popolo Nàxī e della tradizione Dongba" http://www.xiulong.it/Dongba/arte/introita.htm
- Zamblera Stefano, 2009a "La lingua Nàxī" online presso "Note ed appunti di studio sulla storia dell'arte tradizionale e contemporanea del popolo Nàxī e della tradizione Dongba" http://www.xiulong.it/Dongba/lingua/introlingua.htm

### Lingua naxi
- BRADLEY, David. 1975. «Nahsi and Proto-Burmese-Lolo.» Linguistics of the Tibeto-Burman Area, tomo 2° Volume I.
- HE Jiren 和即仁 and JIANG Zhuyi 姜竹仪. 1985. Nàxīyǔ Jiǎnzhì 纳西语简志 (Presentazione della lingua Nàxī). Beijing: Minzu Chubanshe.
- HE Zhiwu 和志武. 1987. Nàxīyǔ Jīchǔ Yǔfǎ 纳西语基础语法 (Grammatica basilare della lingua Nàxī). Kunming: Yunnan Minzu Chubanshe.
- PINSON, Thomas M. 1996. Nàxī phonology - a flat phonemic statement of the Longquan dialect. SIL unpublished manuscript. Lijiang/Dallas.
- PINSON, Thomas M. 1998. Nàxī-Chinese-English Glossary, with English and Chinese Indexes. Dallas: The Summer Institute of Linguistics.
- HANSSON, Inga-Lill. 2003. «Akha» The Sino-Tibetan languages ed. by G. Thurgood and R. LaPolla, 236-251. London: Routledge.